# 吉田昇 (教育学者)
吉田 昇（よしだ のぼる、1916年1月15日 - 1979年1月22日）は、日本の教育学者。祖父は井上哲次郎。

## 略歴
東京の生まれ。1939年に東京帝国大学文学部教育学科を卒業後、東京帝国大学大学院に入学する。1942年に卒業後は教育方法学や社会教育学を専門に研究し、1958年にはお茶の水女子大学教授となった。

## 著書
- 『教育方法論』
- 『学習指導論』
- 『吉田昇著作集』